# 樂園的異鄉人 最終幻想起源
《樂園的異鄉人 最終幻想起源》，是《最終幻想系列》中於2022年3月18日發售的動作角色扮演遊戲。故事可以视为初代《最终幻想》前传的平行世界。

## 开发
本作于2021年E3的发布会上公布，由光荣特库摩的Team Ninja负责开发。开发人员主要来自街机版《最终幻想 纷争》开发团队。
本作的目标是对《最终幻想》系列进行成熟、残酷的新诠释，是系列首度的黑暗幻想风格。是以系列第一作的故事为灵感的新故事线，描写原作的BOSS加兰德的故事。

## 评价
Game Informer批评了本作的故事、关卡设计和与敌人交战的动力不足，同时称赞了场景、战斗、职业系统和自定义功能，并总结道：“《樂園的異鄉人》是迄今为止最奇怪的最终幻想游戏，交织着糟糕与优秀。如果你能忍受主角杰克（这很重要），那么制作精良的战斗值得一玩。” IGN给游戏打了8/10分：“游戏的故事情节过于复杂，NPC单向无互动，直到最后才有所回报，但其具有挑战性的战斗和充分的角色定制所提供的自由从一开始就让人感到满足……这是一封写给原作的情书，充满了对系列历史的引用和致敬，似乎设计为了让最终幻想系列任意一作的粉丝都能享受。” VentureBeat给游戏打了4/5星；尽管对画面、角色和故事持批评态度，但认为游戏很有趣。GameSpot和GamesRadar+称赞了游戏玩法，同时指出缺点是故事、角色和关卡设计的不连贯，以及帧率不稳定。
在日本，《樂園的異鄉人 最終幻想起源》在发售当周售出46,849份实体版，PlayStation 4版本28,944份，为日本该周最畅销的实体游戏。PlayStation 5版本则是同周第四畅销，售出17,905份。发行当月，该游戏在日本售出超过57,000份实体版，其中PS4版本36,000份，跻身当月销售排行榜前十。在美国，《樂園的異鄉人》进入2022年3月销售排行榜前十。在英国，在发售当周是周销量排行榜第八。

## 外部連結
- 官方网站：日文版、英文版、中文版